# Chingkankousaurus
Chingkankousaurus — рід тероподових динозаврів, що містить одну вид Chingkankousaurus fragilis. C. fragilis відомий лише з одного скам'янілого фрагмента кістки (номер зразка IVPP V836) із серії Ванші пізнього крейдяного періоду провінції Шаньдун у східному Китаї.